# La Légende de l'épée magique
Pour plus de détails, voir Fiche technique et Distribution.
La Légende de l'épée magique (titre original : The Golden Blade) est un film américain réalisé par Nathan Juran en 1953.

## Synopsis
Prince de Bassorah, Harun se rend à Bagdad pour découvrir et châtier les meurtriers de son père. En chemin, il découvre une magnifique épée aux vertus magiques. Mais la précieuse lame lui est bientôt dérobée par le grand vizir et le fils de celui-ci, Hadi.
Alors que le calife est assassiné par les deux renégats, un tournoi est organisé, dont l'enjeu est la main de la délicieuse princesse Khairuzan, la fille du calife. Le capitaine parvient, par traîtrise, à triompher de son seul adversaire, Harun...

## Fiche technique
- Titre : La Légende de l'épée magique
- Titre original : The Golden blade
- Réalisateur : Nathan Juran
- Scénario : John Rich
- Photographie : Maury Gertsman, A.S.C.
- Montage : Ted J. Kent
- Musique : Irving Gertz et Herman Stein
- Direction musicale : Joseph Gershenson
- Chanson Hadji Baba, chantée par Nat King Cole
- Direction des ballets : Eugene Loring
- Direction artistique : Bernard Herzbrun et Eric Orbom
- Décors : Russell A. Gausman et Julia Heron
- Costumes : Jay A. Morley, Jr
- Son : Leslie I. Carey et Corson Jowett
- Producteur : Richard Wilson
- Coproducteur : Leonard Goldstein
- Société de production : Universal Pictures
- Société de distribution : Universal Pictures
- Format : Couleur (Technicolor) — 35 mm — 1,37:1 — Son : Mono (Western Electric Recording)
- Consultant couleur pour Technicolor : William Fritzsche
- Genre : Film d'aventure
- Durée : 77 minutes
- Dates de sortie :
  -  États-Unis : 12 août 1953
  -  France : 17 septembre 1954

## Distribution
- Rock Hudson (VF : Claude Bertrand) : Harun
- Piper Laurie (VF : Gilberte Aubry) : princesse Khairuzan
- Gene Evans (VF : Raymond Loyer) : capitaine Hadi
- George Macready (VF : Claude Péran) : Jafar
- Kathleen Hughes : Bakhamra
- Steven Geray (VF : Raymond Rognoni) : Barcus
- Edgar Barrier (VF : Gérard Férat) : calife
- Alice Kelley, Anita Ekberg, Erika Nordin et Valerie Jackson : servantes

Acteurs non crédités
- Dayton Lummis : Munkar
- Merrill McCormick : un citoyen

## À noter
- Le film est sorti en DVD le 1er août 2014 chez Universal Pictures Vidéo au format 1:33.1 plein écran en français et anglais 2.0 mono avec sous-titres français. Pas de suppléments inclus [1].